# Мамедов, Аббас Али Мамед оглы
Аббас Али Мамед оглы Мамедов (азерб. Abbasəli Məmməd oğlu Məmmədov; 10 мая 1895, Эривань — 10 августа 1970, Ханларский район) — советский азербайджанский виноградарь, Герой Социалистического Труда (1950).

## Биография
Родился 10 мая 1895 года в городе Эривань Эриванской губернии (ныне Ереван, столица Армении).
С 1930 года — рабочий, звеньевой виноградарского совхоза «Азербайджан» Ханларского района. В 1949 году получил урожай винограда 201,5 центнеров с гектара на площади 3,4 гектаров.
Указом Президиума Верховного Совета СССР от 4 сентября 1950 года за получение высоких урожаев винограда на поливных виноградниках в 1949 году Мамедову Аббас Али Мамед оглы присвоено звание Героя Социалистического Труда с вручением ордена Ленина и золотой медали «Серп и Молот».
Активно участвовал в общественной жизни Азербайджана. Член КПСС с 1931 года.
Скончался 10 августа 1970 года в пгт Караери Ханларского района.